# Толмин (община)
Община Толмин (словен. Občina Tolmin) — одна з общин в західній  Словенії. Її центр і найбільший населений пункт це м. Толмин.

## Характеристика
Община знаходиться у верхній частині долини річки Соча. Велика частина працюючого населення зайнята в промисловості.

## Населення
У 2010 році в общині проживало 11674 осіб, 5812 чоловіків і 5862 жінок. Чисельність економічно активного населення (за місцем проживання), 4575 осіб. Середня щомісячна чиста заробітна плата одного працівника (EUR), 868,46 (в середньому по Словенії 966,62). Приблизно кожен другий житель у громаді має автомобіль (54 автомобіля на 100 жителів). Середній вік жителів склав 44,0 років (в середньому по Словенії 41,6).

## Історія
У стародавні часи ця територія була заселена іллірійцями, а потім римлянами. У 6 столітті слов'яни, предки сучасних словенців, оселилися в цих областях.
До 1420 він належав патріархату Аквілеї, коли перейшла до Венеційської республіки. У 1514 році вона стала володінням Габсбургів. Середньовічні документи свідчать про довгий ряд повстань, які призвели до повстання толмінських селянин 1713 року. Це повстання поширилося з округи Толмина на Випавську долину, Крас, Брда, і далі в північну Істрію. Повстання було жорстоко придушене царською армією і його одинадцять лідерів були обезголовлені.
У 16 столітті, область стала частиною графства Гориця і Градишка. Окупована 1918 року, вона стала частиною Королівства Італії. У 1945 році була звільнена югославськими партизанами і в 1947 році вона була офіційно передана Югославії. З тих пір вона була невід'ємною частиною Словенії.